# Phaeogenes epinotiae
Phaeogenes epinotiae là một loài tò vò trong họ Ichneumonidae.